# 銭湯の娘!?
『銭湯の娘!?』（せんとうのむすめ）は、毎日放送（MBS）制作で、2006年1月30日（月曜日）から3月31日（金曜日）までTBS系「ドラマ30」で放送されていた昼のテレビドラマ。放送時間は午後1時30分（JST）～午後2時（JST）（毎週月曜から金曜・全45話）。2004年8月期に放送された「虹のかなた」以降、既存の毎日放送製作のドラマ30の路線を大幅に転換したタイトルを製作した中での、約2年半ぶりのホームコメディである。

## ストーリー
西新宿にある銭湯「楽の湯」を舞台に、主人公・水沢ユメ（矢口真里）と「楽の湯」の主人・真中六郎（伊武雅刀）をはじめとする複合家族とその銭湯に来る客達との模様を描いたホームコメディ。

## キャスト
- 水沢ユメ（夢）：矢口真里
元レディースの総長。亡き母に房総一の墓を建てるために、自分と母親を捨てた真中六郎から慰謝料をふんだくろうと楽の湯に乗り込んできた女の子。
- 水沢久美子：中田優子
水沢ユメの母。故人。
- 水沢弘樹：与座嘉秋（ホーム・チーム）
ユメの元夫。典型的なダメ男。なぜかユメの母久美子に気に入られており、ユメは母親を喜ばせたいがために彼と結婚したのだが実際の夫婦関係は何もなかった。しかし戸籍だけは入籍状態のまま放置されていたために、ユメの知らないところで重ねた借金を取り立てるために借金取りがユメの元へやってきて、結局ユメが楽の湯に来てから正式に離婚した。

- 真中家（楽の湯）
  - 真中六郎：伊武雅刀

楽の湯の主。いい加減な不良中年だがユメとの出会いが少しずつ彼を変えていくことになる。「カプリシャス・ド・マンナカ」なる名を持ち、カポエイラの達人でもある。ジャマイカに移住する夢を持っている。ユメと親子であることは当初から頑なに否定していたが、その言葉通り二人は親子ではなかった。
  - 真中みずえ：水木ゆうな

真中六郎の妻。故人。
  - 真中ススム（進）：鳥羽潤

真中家の長男。女性アレルギーらしいが長男としての責任感は強い。様々な騒動の後ユメと結ばれる。
  - 真中アユム（歩）：杉浦太雄

真中家の次男でミュージシャン志望。出来の良いススムに対してコンプレックスを抱いている。最終回で夏子と結婚。
- 真中常子：広岡由里子
真中みずえの妹。楽の湯を売り渡すよう六郎に迫る。いわゆる教育ママで、息子のタクシはそんな彼女を嫌ってしばしば楽の湯に逃げ込んでくる。
- 真中タクシ：小杉彩人
真中常子の息子。口は達者で小生意気。ひな子に思いを寄せている。
- マリア：シャドウ・リュウ
真中家のお手伝いさん。ススムに思いを寄せる台湾人の女の子。結局恋は実らず傷心のうちに帰国するが、故郷で恋人も出来て再び楽の湯に戻ってきた。
- オッチャン：南州太郎
楽の湯の釜場担当。背中一面に入れ墨が入っている。
- ひな子：萩原舞（℃-ute）
オッチャンの孫娘。
- 菜々子：岩崎ひろみ（友情出演）
ひな子の母。死んだと思われていた。

- 小原家（お隣さん）
  - 小原貫一：森川正太

喫茶スカーレットのマスター、小原庄助の子孫。
  - 小原麗子：篠崎はるく

小原貫一の妻。
  - 小原美鈴：鈴木舞花

小原貫一の娘。

- まごころ不動産
  - 大黒：石井康太（やるせなす）
  - 長崎：岡田太郎

- 借金取り
  - 武田：大和
  - 原田：小休暁

- 安原夏子：朝比奈えり
ユメのレディース時代からの仲間。今でもユメのことを「総長」と呼ぶ。最終回でアユムと結婚。
- 桑原刑事：川平慈英
- 岬隆一：寺泉憲
ユメの実の父親。ハンカチのイニシャル「R.M」は彼のイニシャルだった。ユメのために一度は不動産屋の手に渡った楽の湯を買い戻す。
- 彩：真田せつこ
- ブランコ3：安田大サーカス
売れていない芸人トリオ。
  - ブラン：団長
  - フラン：クロちゃん
  - ウラン：HIRO
- 孝：朱源実
- ジュン：西田征史
- 晴美：山崎千恵子
- リリ－：用貝一仁
- モハメド：ボブ・バイオ
- サキ：竹山メリー
- ミオ：吉田舞
- 大森夫妻
  - 夫：田村元治
  - 妻：関えつ子
- 作業員：黒部幸英
- ラグビー部員：永井浩介

## その他の特記事項
- 同番組は、毎日放送（MBS）製作の「ドラマ30」では2003年6月に放送された『ショコラ』以来のコメディーである。
- また、ドラマ全般の音楽を担当する鈴木康博は、同枠の初期に放送された『ある日突然…』の主題歌「あなたに明日を」を担当した経験があり、（同じドラマではないが）主題歌と音楽全般を共に担当したのは『迷惑な家族』のテーマ曲と音楽全般を担当した朝本千可以来である。
- 毎日放送はこれまでも松竹芸能と共同制作することが多かったが、2004年の番組以降、東京製作（外部発注）を積極的に行ってきていく傾向がある（『虹のかなた』『ヤ・ク・ソ・ク』など）。
- 今回も外部発注であるが、これまで『ぽっかぽか』などのコメディを製作してきたケイファクトリーと組んで製作するのは、交互に製作担当する中部日本放送（CBC）も含めて「ドラマ30」では初めてである。
- 3月16日放送分については、当初は定時放送だったが、ワールド・ベースボール・クラシック2次リーグ「日本×韓国」の生中継のため、時間変更（16:30~17:00放送）となった。
- 銭湯が舞台（『時間ですよ』）、頑固親父と乱闘シーン（『寺内貫太郎一家』）、異国人種の同居『さくらももこランド 谷口六三商店』と、何となく久世光彦演出作品を彷彿とさせるエッセンスが感じられることでも話題となった[要出典]。久世はこの『銭湯の娘!?』放映期間中の2006年3月2日、虚血性心不全のため急逝した（享年70）。
- 他局ではあるが、このドラマに続くクールで放送された日本テレビ系列の土曜ドラマ『ギャルサー』でも、矢口真里と伊武雅刀は（こちらでは実の）親子役を演じた。本作もギャルサーも、ともにケイファクトリーが制作に関わっている。
- 同番組の宣伝として毎日放送（MBS）のマスコットキャラクターである「らいよんチャン」の着ぐるみと矢口真里が共演した（両者の大小差が分かる）。

## 主題歌
- 『カレーライス』（アップフロントワークス）
  - 歌：KAN

## DVD
- 銭湯の娘!? DVDBOX（ポリドール、2006年5月24日発売）
特典映像収録のエキストラDVD付き!
1. TV特番「銭湯の娘!?（秘）」
~楽の湯の秘密全部見せます!~
2. ノン・テロップ・オープニング映像
3. 放送開始前30秒番組予告編

- 銭湯の娘!? DVD（1）~（9）（ポリドール、2006年5月24日発売）

## スタッフ
- 脚本：青山眸、武田有起
- 音楽：鈴木康博
- 制作：藪内広之（MBS）
- 番組宣伝：森田綾子、渡辺優子
- プロデューサー：川上裕（MBS）、千葉行利（K Factory）、宮川晶（K Factory）
- 監督：国本雅広、日名子雅彦、松永洋一
- 協力：フォーチュン、アックス、緑山スタジオ・シティ
- 制作協力：ケイファクトリー
- 製作著作：毎日放送